# Dark Horse (Katy Perry)
"Dark Horse" is een nummer van de Amerikaanse zangeres Katy Perry en de Amerikaanse rapper Juicy J. Het is geschreven door Perry, Jodran Houston, Lukasz Gottwald, Sarah Hudson, Max Martin en Henry Walter en geproduceerd door Dr. Luke, Cirkut en Max Martin, voor het vierde studioalbum Prism, dat op 18 oktober 2013 uitkwam. Het nummer kwam op 17 december 2013 uit als eerste promotiesingle voor het album. Een paar maanden later werd bekendgemaakt dat het de derde officiële single zou worden. Het werd vervolgens op 13 januari 2014 uitgebracht. De videoclip kwam uit op 20 februari 2014, waarin Perry de rol van Cleopatra VII op zich neemt.

## Plagiaat
In augustus 2019 werd Katy Perry door een rechtbank in Los Angeles veroordeeld voor plagiaat vanwege dit nummer. Zij moest rapper Flame meer dan 2,5 miljoen euro betalen. Een passage in "Dark Horse" werd als identiek beoordeeld aan de beat in Flames nummer "Joyful Noise" uit 2009.

## Videoclip

### Achtergrond
Een preview van de videoclip kwam uit op 13 februari 2014. De echte release ervan kwam een week later uit op het officiële kanaal van de zangeres. De videoclip werd gemaakt door Mathew Cullen, die al eerder met de zangeres samenwerkte voor "California Gurls". Perry's idee voor de video was om de oude Egyptische cultuur te combineren met die van Memphis, een stad in de Verenigde Staten.

### Succes
De videoclip zelf werd razendsnel een succes. Zo werd het haar best bekeken videoclip tot dan toe. Bovendien staat de videoclip met 2,5 miljard kijkers in de top 20 meest bekeken muziekvideo's ter wereld. "Dark Horse" werd ook de eerste videoclip gezongen door een vrouwelijke artieste die de mijlpaal van een miljard weergaven behaalde op YouTube. Dit record brak ze op 9 juni 2015, iets meer dan een jaar na de officiële release.

## Tracklijst
| Nr. | Titel      | Duur  |
| --- | ---------- | ----- |
| 1.  | Dark Horse | 03:35 |

| Nr. | Titel                | Duur  |
| --- | -------------------- | ----- |
| 1.  | Dark Horse (met TEE) | 03:35 |

| Nr. | Titel                               | Duur  |
| --- | ----------------------------------- | ----- |
| 1.  | Dark Horse                          | 03:35 |
| 2.  | Dark Horse (Johnson Somerset remix) | 09:01 |

## Hitnoteringen

### Nederlandse Top 40
| Hitnotering: 25-01-2014 t/m 05-07-2014 | Hitnotering: 25-01-2014 t/m 05-07-2014 | Hitnotering: 25-01-2014 t/m 05-07-2014 | Hitnotering: 25-01-2014 t/m 05-07-2014 | Hitnotering: 25-01-2014 t/m 05-07-2014 | Hitnotering: 25-01-2014 t/m 05-07-2014 | Hitnotering: 25-01-2014 t/m 05-07-2014 | Hitnotering: 25-01-2014 t/m 05-07-2014 | Hitnotering: 25-01-2014 t/m 05-07-2014 | Hitnotering: 25-01-2014 t/m 05-07-2014 | Hitnotering: 25-01-2014 t/m 05-07-2014 | Hitnotering: 25-01-2014 t/m 05-07-2014 | Hitnotering: 25-01-2014 t/m 05-07-2014 | Hitnotering: 25-01-2014 t/m 05-07-2014 |
| Week:                                  | 1                                      | 2                                      | 3                                      | 4                                      | 5                                      | 6                                      | 7                                      | 8                                      | 9                                      | 10                                     | 11                                     | 12                                     | 13                                     |
| -------------------------------------- | -------------------------------------- | -------------------------------------- | -------------------------------------- | -------------------------------------- | -------------------------------------- | -------------------------------------- | -------------------------------------- | -------------------------------------- | -------------------------------------- | -------------------------------------- | -------------------------------------- | -------------------------------------- | -------------------------------------- |
| Positie:                               | 19                                     | 12                                     | 9                                      | 2                                      | 1                                      | 1                                      | 2                                      | 2                                      | 2                                      | 2                                      | 3                                      | 3                                      | 5                                      |
| Week:                                  | 14                                     | 15                                     | 16                                     | 17                                     | 18                                     | 19                                     | 20                                     | 21                                     | 22                                     | 23                                     | 24                                     |                                        |                                        |
| Positie:                               | 5                                      | 6                                      | 8                                      | 12                                     | 17                                     | 19                                     | 20                                     | 23                                     | 29                                     | 32                                     | 37                                     | uit                                    |                                        |

### NederlandseSingle Top 100
| Hitnotering: (Week 1) 05-10-2013 Hitnotering: (Week 2 t/m 40) 18-01-2014 t/m 11-10-2014 | Hitnotering: (Week 1) 05-10-2013 Hitnotering: (Week 2 t/m 40) 18-01-2014 t/m 11-10-2014 | Hitnotering: (Week 1) 05-10-2013 Hitnotering: (Week 2 t/m 40) 18-01-2014 t/m 11-10-2014 | Hitnotering: (Week 1) 05-10-2013 Hitnotering: (Week 2 t/m 40) 18-01-2014 t/m 11-10-2014 | Hitnotering: (Week 1) 05-10-2013 Hitnotering: (Week 2 t/m 40) 18-01-2014 t/m 11-10-2014 | Hitnotering: (Week 1) 05-10-2013 Hitnotering: (Week 2 t/m 40) 18-01-2014 t/m 11-10-2014 | Hitnotering: (Week 1) 05-10-2013 Hitnotering: (Week 2 t/m 40) 18-01-2014 t/m 11-10-2014 | Hitnotering: (Week 1) 05-10-2013 Hitnotering: (Week 2 t/m 40) 18-01-2014 t/m 11-10-2014 | Hitnotering: (Week 1) 05-10-2013 Hitnotering: (Week 2 t/m 40) 18-01-2014 t/m 11-10-2014 | Hitnotering: (Week 1) 05-10-2013 Hitnotering: (Week 2 t/m 40) 18-01-2014 t/m 11-10-2014 | Hitnotering: (Week 1) 05-10-2013 Hitnotering: (Week 2 t/m 40) 18-01-2014 t/m 11-10-2014 | Hitnotering: (Week 1) 05-10-2013 Hitnotering: (Week 2 t/m 40) 18-01-2014 t/m 11-10-2014 | Hitnotering: (Week 1) 05-10-2013 Hitnotering: (Week 2 t/m 40) 18-01-2014 t/m 11-10-2014 | Hitnotering: (Week 1) 05-10-2013 Hitnotering: (Week 2 t/m 40) 18-01-2014 t/m 11-10-2014 | Hitnotering: (Week 1) 05-10-2013 Hitnotering: (Week 2 t/m 40) 18-01-2014 t/m 11-10-2014 | Hitnotering: (Week 1) 05-10-2013 Hitnotering: (Week 2 t/m 40) 18-01-2014 t/m 11-10-2014 | Hitnotering: (Week 1) 05-10-2013 Hitnotering: (Week 2 t/m 40) 18-01-2014 t/m 11-10-2014 | Hitnotering: (Week 1) 05-10-2013 Hitnotering: (Week 2 t/m 40) 18-01-2014 t/m 11-10-2014 | Hitnotering: (Week 1) 05-10-2013 Hitnotering: (Week 2 t/m 40) 18-01-2014 t/m 11-10-2014 | Hitnotering: (Week 1) 05-10-2013 Hitnotering: (Week 2 t/m 40) 18-01-2014 t/m 11-10-2014 | Hitnotering: (Week 1) 05-10-2013 Hitnotering: (Week 2 t/m 40) 18-01-2014 t/m 11-10-2014 | Hitnotering: (Week 1) 05-10-2013 Hitnotering: (Week 2 t/m 40) 18-01-2014 t/m 11-10-2014 |
| Week:                                                                                   | 1                                                                                       |                                                                                         | 2                                                                                       | 3                                                                                       | 4                                                                                       | 5                                                                                       | 6                                                                                       | 7                                                                                       | 8                                                                                       | 9                                                                                       | 10                                                                                      | 11                                                                                      | 12                                                                                      | 13                                                                                      | 14                                                                                      | 15                                                                                      | 16                                                                                      | 17                                                                                      | 18                                                                                      | 19                                                                                      | 20                                                                                      |
| --------------------------------------------------------------------------------------- | --------------------------------------------------------------------------------------- | --------------------------------------------------------------------------------------- | --------------------------------------------------------------------------------------- | --------------------------------------------------------------------------------------- | --------------------------------------------------------------------------------------- | --------------------------------------------------------------------------------------- | --------------------------------------------------------------------------------------- | --------------------------------------------------------------------------------------- | --------------------------------------------------------------------------------------- | --------------------------------------------------------------------------------------- | --------------------------------------------------------------------------------------- | --------------------------------------------------------------------------------------- | --------------------------------------------------------------------------------------- | --------------------------------------------------------------------------------------- | --------------------------------------------------------------------------------------- | --------------------------------------------------------------------------------------- | --------------------------------------------------------------------------------------- | --------------------------------------------------------------------------------------- | --------------------------------------------------------------------------------------- | --------------------------------------------------------------------------------------- | --------------------------------------------------------------------------------------- |
| Positie:                                                                                | 74                                                                                      | uit                                                                                     | 28                                                                                      | 8                                                                                       | 6                                                                                       | 3                                                                                       | 2                                                                                       | 1                                                                                       | 2                                                                                       | 2                                                                                       | 2                                                                                       | 5                                                                                       | 5                                                                                       | 8                                                                                       | 8                                                                                       | 8                                                                                       | 10                                                                                      | 12                                                                                      | 16                                                                                      | 23                                                                                      | 24                                                                                      |
| Week:                                                                                   | 21                                                                                      | 22                                                                                      | 23                                                                                      | 24                                                                                      | 25                                                                                      | 26                                                                                      | 27                                                                                      | 28                                                                                      | 29                                                                                      | 30                                                                                      | 31                                                                                      | 32                                                                                      | 33                                                                                      | 34                                                                                      | 35                                                                                      | 36                                                                                      | 37                                                                                      | 38                                                                                      | 39                                                                                      | 40                                                                                      |                                                                                         |
| Positie:                                                                                | 35                                                                                      | 36                                                                                      | 36                                                                                      | 47                                                                                      | 44                                                                                      | 43                                                                                      | 42                                                                                      | 43                                                                                      | 44                                                                                      | 45                                                                                      | 53                                                                                      | 57                                                                                      | 77                                                                                      | 81                                                                                      | 80                                                                                      | 84                                                                                      | 85                                                                                      | 92                                                                                      | 95                                                                                      | 99                                                                                      | uit                                                                                     |

### VlaamseUltratop 50
| Hitnotering: 15-02-2014 t/m 21-06-2014 | Hitnotering: 15-02-2014 t/m 21-06-2014 | Hitnotering: 15-02-2014 t/m 21-06-2014 | Hitnotering: 15-02-2014 t/m 21-06-2014 | Hitnotering: 15-02-2014 t/m 21-06-2014 | Hitnotering: 15-02-2014 t/m 21-06-2014 | Hitnotering: 15-02-2014 t/m 21-06-2014 | Hitnotering: 15-02-2014 t/m 21-06-2014 | Hitnotering: 15-02-2014 t/m 21-06-2014 | Hitnotering: 15-02-2014 t/m 21-06-2014 | Hitnotering: 15-02-2014 t/m 21-06-2014 | Hitnotering: 15-02-2014 t/m 21-06-2014 | Hitnotering: 15-02-2014 t/m 21-06-2014 | Hitnotering: 15-02-2014 t/m 21-06-2014 | Hitnotering: 15-02-2014 t/m 21-06-2014 | Hitnotering: 15-02-2014 t/m 21-06-2014 | Hitnotering: 15-02-2014 t/m 21-06-2014 | Hitnotering: 15-02-2014 t/m 21-06-2014 | Hitnotering: 15-02-2014 t/m 21-06-2014 | Hitnotering: 15-02-2014 t/m 21-06-2014 | Hitnotering: 15-02-2014 t/m 21-06-2014 |
| Week:                                  | 1                                      | 2                                      | 3                                      | 4                                      | 5                                      | 6                                      | 7                                      | 8                                      | 9                                      | 10                                     | 11                                     | 12                                     | 13                                     | 14                                     | 15                                     | 16                                     | 17                                     | 18                                     | 19                                     |                                        |
| -------------------------------------- | -------------------------------------- | -------------------------------------- | -------------------------------------- | -------------------------------------- | -------------------------------------- | -------------------------------------- | -------------------------------------- | -------------------------------------- | -------------------------------------- | -------------------------------------- | -------------------------------------- | -------------------------------------- | -------------------------------------- | -------------------------------------- | -------------------------------------- | -------------------------------------- | -------------------------------------- | -------------------------------------- | -------------------------------------- | -------------------------------------- |
| Positie:                               | 11                                     | 4                                      | 1                                      | 1                                      | 2                                      | 1                                      | 5                                      | 5                                      | 6                                      | 5                                      | 8                                      | 13                                     | 15                                     | 23                                     | 33                                     | 36                                     | 37                                     | 44                                     | 50                                     | uit                                    |